# Harrow
Harrow

Vist i Greater London
| Status                | Bydel i London |
| Areal:                | 50,47 km²      |
| Befolkning:           | 211.618 (2002) |
| Befolkningstæthed:    | 4193 pr. km²   |
| ONS-kode:             | 00AQ           |
| Adm. center:          | Harrow         |
| Adm. grevskab:        | Greater London |
| Ceremonielt grevskab: | Greater London |
|                       |                |
| Region:               | Greater London |
|                       |                |

Harrow (officilt: The London Borough of Harrow) er en bydel i den nordvestlige del af det ydre London. Den grænser mod Hertfordshire i nord og mod Londondistrikterne Hillingdon i vest, Ealing i syd, Brent i sydøst og Barnet i øst.
Distriktet blev oprettet i 1965, fra kredsen Harrow i Middlesex.

## Steder i Harrow
- Belmont
- Canons Park
- Harrow
- Harrow on the Hill
- Harrow Weald
- Hatch End
- Headstone
- Kenton
- North Harrow
- Pinner
- Pinner Green
- Queensbury
- Rayners Lane
- Roxeth
- South Harrow
- Stanmore
- Wealdstone
- West Harrow

51°35′18″N 0°19′55″V / 51.5883°N 0.3319°V